# Prefettura di Dalaba
Dalaba è una prefettura della Guinea nella regione di Mamou, con capoluogo Dalaba.
La prefettura è divisa in 10 sottoprefetture:
- Bodié
- Dalaba
- Ditinn
- Kaala
- Kankalabé
- Kébali
- Koba
- Mafara
- Mitty
- Mombéyah